# Une nuit en enfer (jeu vidéo)
Cet article concerne un jeu vidéo. Pour le film dont le jeu vidéo est l'adaptation, voir Une nuit en enfer.
Une nuit en enfer (sous-titré From Dusk Till Dawn) est un jeu vidéo d'action fantastique pour PC développé par Gamesquad et édité par Cryo Interactive en 2001. C'est une adaptation assez libre du film américain du même nom réalisé par Robert Rodriguez et sorti en 1996.

## Synopsis
Le jeu se déroule à l'époque contemporaine, à bord d'un navire abritant une prison à haute sécurité. Le joueur incarne Seth Gecko, qui a été enfermé à tort dans la prison. Lorsque le navire est envahi par des vampires et des zombies qui en dévorent l'équipage, Seth est libéré pour tenter de reprendre le contrôle du navire en compagnie des rares autres survivants.

## Principe du jeu
Une nuit en enfer est un jeu d'action qui relève en grande partie du jeu de tir à la première personne ; mais le joueur peut aussi visualiser son personnage à la troisième personne. Seth Gecko doit, dans une ambiance de survival horror, parcourir les couloirs et les passerelles du navire en tuant les vampires, zombies et autres monstruosités qui l'ont envahi, à l'aide de plusieurs armes. Il doit également manipuler des portes et trouver des commandes stratégiques qui permettront un retour progressif à la normale à bord du navire.

## Histoire éditoriale
Dans sa version anglophone, le jeu sort sous le titre From Dusk Till Dawn.